# برسرو
برسرو (به اسپانیایی: Bercero) یک شهرستان در اسپانیا است که در استان وایادولید واقع شده‌است.